# Adrian Iorgulescu
Adrian Iorgulescu   (Bucarest, 6 de juliol de 1951) és un compositor, músic i polític romanès, membre del Partit Nacional Liberal, que va exercir com a ministre de Cultura i Religions al govern de Tariceanu (agost de 2005 - desembre de 2008), membre corresponent de l'Acadèmia Romanesa (a partir de 2022).

## Biografia
Adrian Iorgulescu va cursar estudis universitaris a l'Acadèmia de Música de Bucarest, Departament de Composició (1970-1974), després es va graduar amb un màster a l'Acadèmia de Música de Bucarest i cursos d'especialització a l'Acadèmia de Música de Bucarest (1974-1975) i a la "Santa-Cecilia" Acadèmia" de Roma (1982). L'any 1990 va obtenir el títol científic de doctor en musicologia i estètica musical.
Des de 1990, és professor de composició i formes musicals a la Universitat Nacional de Música de Bucarest, actualment també dirigeix un doctorat en composició i musicologia.
Adrian Iorgulescu va compondre simfonies, concerts instrumentals, música d'òpera, obres corals i música de cinema, i va ser guardonat amb nombrosos premis exclusivament a Romania. Va ser elegit vicepresident (1990-1992), després com a president de la Unió de Compositors i Musicòlegs de Romania (a partir del 1992, sent reelegit el 1998). També va exercir com a president de l'Aliança Nacional de Sindicats de Creadors (1995-1996), president de la Societat Romanesa de Gestió Col·lectiva en el Camp de la Música (UCMR-ADA). També va ser escollit com a membre dels jurats d'alguns certàmens musicals nacionals i internacionals.

## Activitat política
A més de la seva tasca com a musicòleg, Adrian Iorgulescu també es va distingir com a polític. Va fundar el Partit Alternatiu Romanès (PAR), juntament amb Varujan Vosganian i Laurențiu Ulici, poc abans de les eleccions parlamentàries de 1996, Iorgulescu va ser elegit com a diputat de Bucarest a les llistes de la Convenció Democràtica Romanesa a la legislatura 1996-2000. Com a diputat, va ser membre de la Comissió de Cultura, Arts i Mitjans de Comunicació de la Cambra de Diputats i del Grup Parlamentari d'Amistat amb la República Italiana (des del febrer de 1997).
El Partit Alternatiu Romanès va canviar el seu nom a Unió de Forces de Dret el 28 de març de 1999, amb Iorgulescu com a copresident (1999-2001) i president (2001-2003) d'aquest partit. La UFD va ser membre de la coalició CDR 2000, creada l'agost de 2000 amb l'objectiu de participar en les eleccions de 2000. La UFD es va fusionar per absorció amb el Partit Nacional Liberal el 19 d'abril de 2003.
L'any 2003, com a resultat de la fusió per absorció de la UFD amb el PNL, Adrian Iorgulescu es va convertir en membre de l'Oficina Permanent Central de la PNL, després el 2005 membre del Consell Nacional de Lideratge de l'Aliança "Dreptate si Adevăr" . També es va distingir com a teòric del moviment polític de dretes, sent autor d'articles i estudis sobre temes polítics, així com autor del volum Dret – Principis i perspectives (2000).
El 22 d'agost de 2005, Adrian Iorgulescu va ser nomenat ministre de Cultura i Religions al govern de Tariceanu, en substitució de Mona Muscă en aquest càrrec. Va acabar el seu mandat com a ministre a finals de desembre de 2008. Va ser succeït en el càrrec de ministre de Cultura, Religions i Patrimoni Nacional per Theodor Paleologu, antic ambaixador de Romania al Regne de Dinamarca.

## Obra
Adrian Iorgulescu és autor de diverses composicions musicals, com ara:
- 3 simfonies, 4 concerts instrumentals (cicle Hipostasis),
- 4 quartets de corda, 3 cicles de lied,
- l'òpera "Revolució", de "Conul Leonidas davant la reacció" d'I.L. Caragiale,
- peces simfòniques i de cambra, opus corals, música de cinema.

També és autor d'estudis i articles sobre musicologia i estètica publicats en revistes culturals i diaris de gran circulació. Va publicar els següents llibres:
- "Temps musical - matèria i metàfora" (Ed. musical, 1988),
- "Temps i comunicació musical" (Ed. Musical, 1991),
- "Estètica (Manual per al XIIè de primària dels instituts artístics)" (Ed. Didàctica i Pedagògica, 1996),
- "Aripa Evei" (Ed. Institut Cultural Romanès, 2005) - volum de poesia.

L'any 2000 va publicar un volum en el qual presentava el seu credo cultural-polític, criticat per alguns com a superficial, antiquat i un extremisme incompatible amb la democràcia europea moderna (vegeu més avall "Enllaços externs"):
- "Dret: principis i perspectives" (Ed. Dacia, Cluj-Napoca, 2000)

Premis i honors

- Premi "Dinu Lipatti" (1973)
- Premi de la Unió de Compositors i Musicòlegs de Romania el 1979, 1981, 1982, 1987, 1989
- Premi "George Enescu" de l'Acadèmia Romanesa (1983)
- Premi UCIN – 1987
- Premi d'escriptura de cançons dels EUA, Louisville (1992)
- L'ordre nacional "Servei fidel" amb el rang de cavaller (1 de desembre de 2000) "per a les realitzacions artístiques destacades i per a la promoció de la cultura, en el Dia Nacional de Romania"[4]